# Fatum (группа)
«Fatum» — российская дум-метал-группа, образованная в середине 90-х годов.

## История

### Основание группы, трэш / дэт-метал период, утверждение названия группы
История музыкального коллектива Fatum берёт своё начало в середине 90-х годов, когда студент УПИ Олег Савенко пытался создать музыкальную группу, но в пределах родного ВУЗа единомышленников так и не нашёл. Выход из ситуации был найден, когда он познакомился с живущими по соседству Андреем Набоких и Александром Михалёвым, поддержавшими идею создания группы. Музыкальные обязанности распределились следующим образом: Андрей Набоких — вокал и гитара, Олег Савенко — гитара, Александр Михалёв — ударные (место басиста оставалось вакантным). Как такового наименования группы тогда ещё не было. Дальнейшие полтора года участники группы посвятили повышению мастерства игры на своих инструментах, а также поиску соответствующего музыкального направления. Первоначально группа под влиянием альбомов Clouds и Wildhoney группы Tiamat сочиняет несколько композиций в стиле дум-метал, однако в дальнейшем это начинание не получило своего развития и Fatum, под влиянием другой группы — местной трэш-метал команды Katzer, переключаются на трэш-метал.
Осенью 1995 года состав коллектива пополняется басистом Ромасом Денисом — поклонником творчества группы Kreator. Была подготовлена концертная программа, состоящая из шести собственных композиций и трёх кавер-версий — Extreme Agression Kreator, Troops of Doom Sepultura и Evil Dead Death. Однако перед первым концертом у коллектива ещё не было названия и, перебрав множество вариантов, участники первоначально остановились на Destiny. Впоследствии, увидев на следующий день на полке одного из местных музыкальных магазинов альбом группы, имеющей такое же название, участники решили использовать новое название и, обратившись к латинскому языку, назвались Fatum. Наконец 13 октября 1996 года в клубе «Сфинкс» Fatum отыграли свой первый официальный концерт (именно это дата считается днём рождения группы),, на котором группа отыграла соответствующую музыкальную программу. В те времена музыка коллектива двигалась в направлении трэш- и дэт-метала. Стоит отметить, что Fatum удалось впервые выступить и до 13 октября, чему способствовал случай: участники группы познакомились с другой командой — старожилами местной метал-сцены группой Преисподняя и на одном из их концертов произошли технические проблемы с разогревающей командой, а, так как на выступлении присутствовали все участники Fatum, последние отыграли свой первый концерт, используя инструменты участников Преисподнии.

### Демозапись, дебютный альбом
Зимой 1996 года состав покидает басист Ромас Денис, который был приглашён в Katzer. Также из группы уходит Александр Михалёв, завязавший с музыкой и решивший своё время отдать любимой девушке. Единственными участниками группы стали Олег Савенко и Андрей Набоких, но Андрей стал всё больше и больше времени уделять творчеству группы Преисподняя. В дальнейшем, в новогоднюю ночь 1997—1998 годов, Савенко, Набоких и участник развалившейся Преисподнии — бас-гитарист Артём Корчуганов — решили продолжить творчество совместно, но при этом возникли разногласия по поводу формата совместной деятельности. Корчуганов хотел создать совершенно новый музыкальный проект, а Набоких и Савенко хотели продолжать деятельность под вывеской Fatum. В итоге было решено избрать последний вариант, но с приходом нового участника кардинально поменялось звучание группы, в которое добавилась немалая толика мелодизма. Изменилась и лирическая составляющая — вместо бывшей ранее злобы и агрессии тексты песен стали повествовать о тёмных сторонах человеческого Я.
В дальнейшем Fatum принимают активное участие в местных концертах, выступая в клубах родного Екатеринбурга. Летом 1997 года новым барабанщиком становится Анатолий Компанец. С 1998 года коллектив продолжает активную концертную деятельность, выступая в клубах Екатеринбурга, Перми, Тюмени, Уфы, Питера, на байк-шоу в Ирбите, становится лауреатом фестиваля «Урал-рок’99». В это же время в музыкальном плане коллектив возвращается к корням и начинает исполнять дум-метал. Также выходит концертное видео группы, запечатлённое на сольном выступлении в одном из клубов Екатеринбурга. Наконец в 2003 году выходит дебютный музыкальный материал группы — демо Begin, изданное ограниченным тиражом. Демо попадает к звукорежиссёру Михаилу Новикову, который предлагает участникам записаться в его собственной M-Studio. В октябре 2004 года на лейбле Serpent's Lair Records выходит дебютный полноформатный альбом Obsessions of Loneliness, содержащий восемь композиций. Музыка альбома была выдержана в направлении готического дум-метала, схожего с музыкой Anathema и Paradise Lost, а лирическая составляющая явилась концептуальной историей, рассказывающей об ощущениях, которые испытываешь при потере близкого человека, друга или любимого.

### Неприкаянный
Сразу после записи дебютного альбома состав группы покидает басист Артём Корчуганов. Его место занимает Илья Крошкин, ранее игравший в группах Волчьи ягоды и Garota. В 2008 году на лейбле Serpent's Lair Records вышел второй полноформатный альбом коллетива Неприкаянный.

## Состав

### Текущий состав
- Андрей Набоких — гитара, вокал
- Олег Савенко — гитара
- Илья Крошкин — бас
- Анатолий Компанец — ударные

### Бывшие участники
- Ромас Денис — бас (1995—1996)
- Артём Корчуганов — бас (1996—2004)
- Александр Михалёв — ударные (1993—1997)

## Дискография
- 2002 — Begin (демо)
- 2004 — Obsessions of Loneliness
- 2008 — Неприкаянный